# Justin Hubner
Justin Quincy Hubner ('s-Hertogenbosch, 14 settembre 2003) è un calciatore indonesiano con cittadinanza olandese, difensore del Fortuna Sittard e della nazionale indonesiana.

## Carriera

### Club
Ha giocato nelle giovanili di Willem II, Den Bosch e Wolverhampton. Nel gennaio del 2024 è stato ceduto in prestito al Cerezo Osaka, club della prima divisione giapponese, con cui ha esordito tra i professionisti. Nell'estate del 2025 dopo essere rimasto svincolato si accasa al Fortuna Sittard, nella prima divisione olandese.

### Nazionale
Ha giocato nella nazionale indonesiana Under-20 e nelle nazionali olandesi Under-19 ed Under-20.
Dopo aver ottenuto la cittadinanza indonesiana il 6 dicembre 2023 grazie alle origini paterne, nel 2024 è stato convocato per la Coppa d'Asia, nella cui fase a gironi ha anche giocato 2 partite.

## Statistiche

### Cronologia presenze e reti in nazionale
| Cronologia completa delle presenze e delle reti in nazionale ― Indonesia | Cronologia completa delle presenze e delle reti in nazionale ― Indonesia | Cronologia completa delle presenze e delle reti in nazionale ― Indonesia | Cronologia completa delle presenze e delle reti in nazionale ― Indonesia | Cronologia completa delle presenze e delle reti in nazionale ― Indonesia | Cronologia completa delle presenze e delle reti in nazionale ― Indonesia | Cronologia completa delle presenze e delle reti in nazionale ― Indonesia | Cronologia completa delle presenze e delle reti in nazionale ― Indonesia |
| Data                                                                     | Città                                                                    | In casa                                                                  | Risultato                                                                | Ospiti                                                                   | Competizione                                                             | Reti                                                                     | Note                                                                     |
| ------------------------------------------------------------------------ | ------------------------------------------------------------------------ | ------------------------------------------------------------------------ | ------------------------------------------------------------------------ | ------------------------------------------------------------------------ | ------------------------------------------------------------------------ | ------------------------------------------------------------------------ | ------------------------------------------------------------------------ |
| 2-1-2024                                                                 | Aksu                                                                     | Libia                                                                    | 4 – 0                                                                    | Indonesia                                                                | Amichevole                                                               | -                                                                        | 46’                                                                      |
| 5-1-2024                                                                 | Aksu                                                                     | Indonesia                                                                | 1 – 2                                                                    | Libia                                                                    | Amichevole                                                               | -                                                                        |                                                                          |
| 9-1-2024                                                                 | Al Rayyan                                                                | Iran                                                                     | 5 – 0                                                                    | Indonesia                                                                | Amichevole                                                               | -                                                                        | 65’ 82’                                                                  |
| 15-1-2024                                                                | Al Rayyan                                                                | Indonesia                                                                | 1 – 3                                                                    | Iraq                                                                     | Coppa d'Asia 2023 - 1º turno                                             | -                                                                        |                                                                          |
| 19-1-2024                                                                | Doha                                                                     | Vietnam                                                                  | 0 – 1                                                                    | Indonesia                                                                | Coppa d'Asia 2023 - 1º turno                                             | -                                                                        |                                                                          |
| 24-1-2024                                                                | Doha                                                                     | Giappone                                                                 | 3 – 1                                                                    | Indonesia                                                                | Coppa d'Asia 2023 - 1º turno                                             | -                                                                        | 78’                                                                      |
| 28-1-2024                                                                | Al Rayyan                                                                | Australia                                                                | 4 – 0                                                                    | Indonesia                                                                | Coppa d'Asia 2023 - Ottavi di finale                                     | -                                                                        |                                                                          |
| 21-3-2024                                                                | Giacarta                                                                 | Indonesia                                                                | 1 – 0                                                                    | Vietnam                                                                  | Qual. Mondiali 2026                                                      | -                                                                        | 55’                                                                      |
| 26-3-2024                                                                | Hanoi                                                                    | Vietnam                                                                  | 0 – 3                                                                    | Indonesia                                                                | Qual. Mondiali 2026                                                      | -                                                                        |                                                                          |
| 2-6-2024                                                                 | Giacarta                                                                 | Indonesia                                                                | 0 – 0                                                                    | Tanzania                                                                 | Amichevole                                                               | -                                                                        | 78’ 86’                                                                  |
| 6-6-2024                                                                 | Giacarta                                                                 | Indonesia                                                                | 0 – 2                                                                    | Iraq                                                                     | Qual. Mondiali 2026                                                      | -                                                                        |                                                                          |
| 11-6-2024                                                                | Giacarta                                                                 | Indonesia                                                                | 2 – 0                                                                    | Filippine                                                                | Qual. Mondiali 2026                                                      | -                                                                        | 68’                                                                      |
| 10-9-2024                                                                | Giacarta                                                                 | Indonesia                                                                | 0 – 0                                                                    | Australia                                                                | Qual. Mondiali 2026                                                      | -                                                                        | 57’                                                                      |
| 15-11-2024                                                               | Giacarta                                                                 | Indonesia                                                                | 0 – 4                                                                    | Giappone                                                                 | Qual. Mondiali 2026                                                      | -                                                                        | [ 3 ]                                                                    |
| 19-11-2024                                                               | Giacarta                                                                 | Indonesia                                                                | 2 – 0                                                                    | Arabia Saudita                                                           | Qual. Mondiali 2026                                                      | -                                                                        | 24’, 89’                                                                 |
| 25-3-2025                                                                | Giacarta                                                                 | Indonesia                                                                | 1 – 0                                                                    | Bahrein                                                                  | Qual. Mondiali 2026                                                      | -                                                                        |                                                                          |
| 5-6-2025                                                                 | Giacarta                                                                 | Indonesia                                                                | 1 – 0                                                                    | Cina                                                                     | Qual. Mondiali 2026                                                      | -                                                                        |                                                                          |
| 10-6-2025                                                                | Suita                                                                    | Giappone                                                                 | 6 – 0                                                                    | Indonesia                                                                | Qual. Mondiali 2026                                                      | -                                                                        |                                                                          |
| Totale                                                                   |                                                                          | Presenze                                                                 | 18                                                                       |                                                                          | Reti                                                                     | 0                                                                        |                                                                          |